# 伊陶宾
伊陶宾是巴西米纳斯吉拉斯州的一个市镇。总面积679.889平方公里，总人口20986人，人口密度30.9人/平方公里。